# Geowissenschaftliches Museum der Universität Göttingen

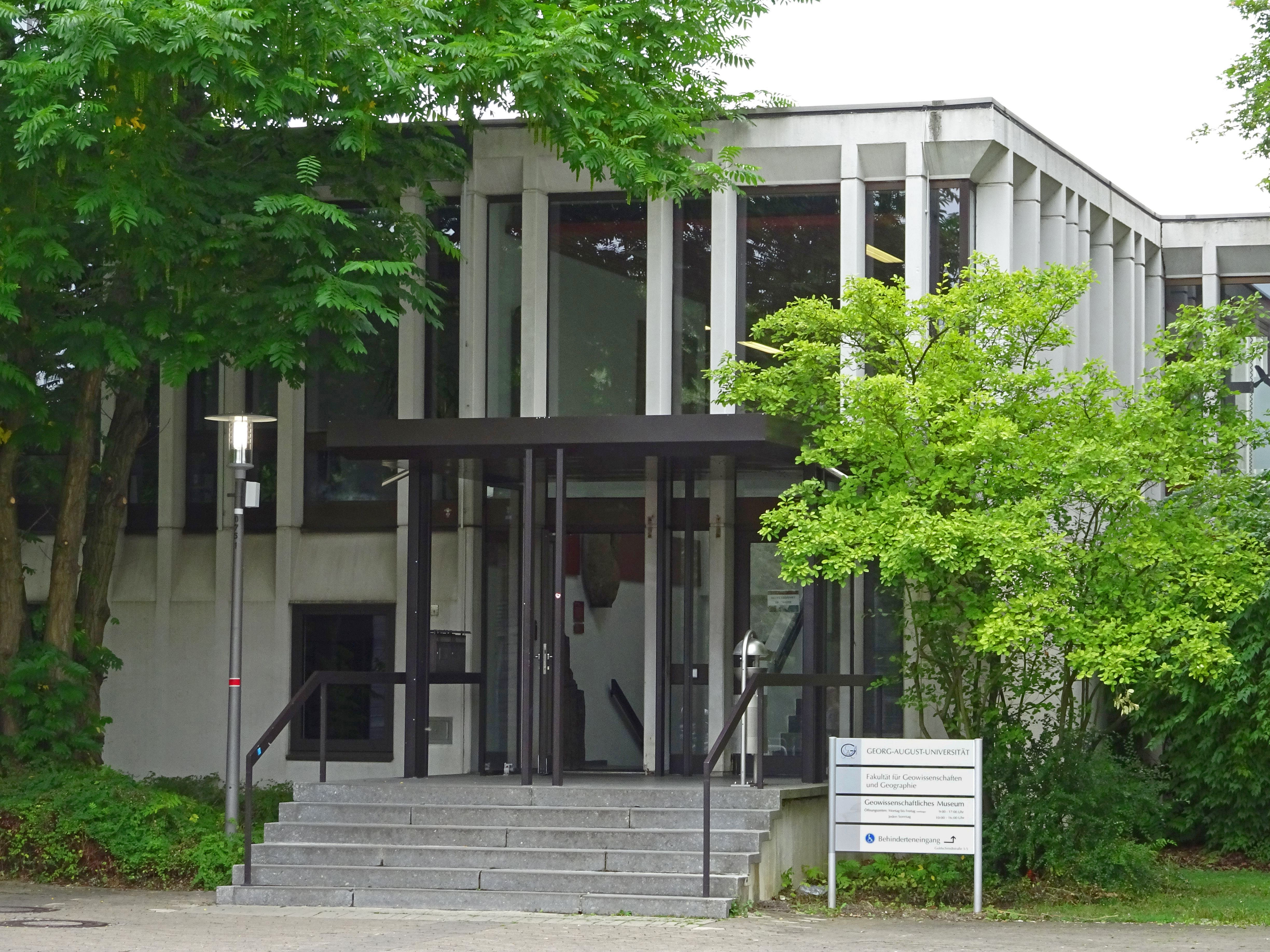
Eingangsbereich des Museums

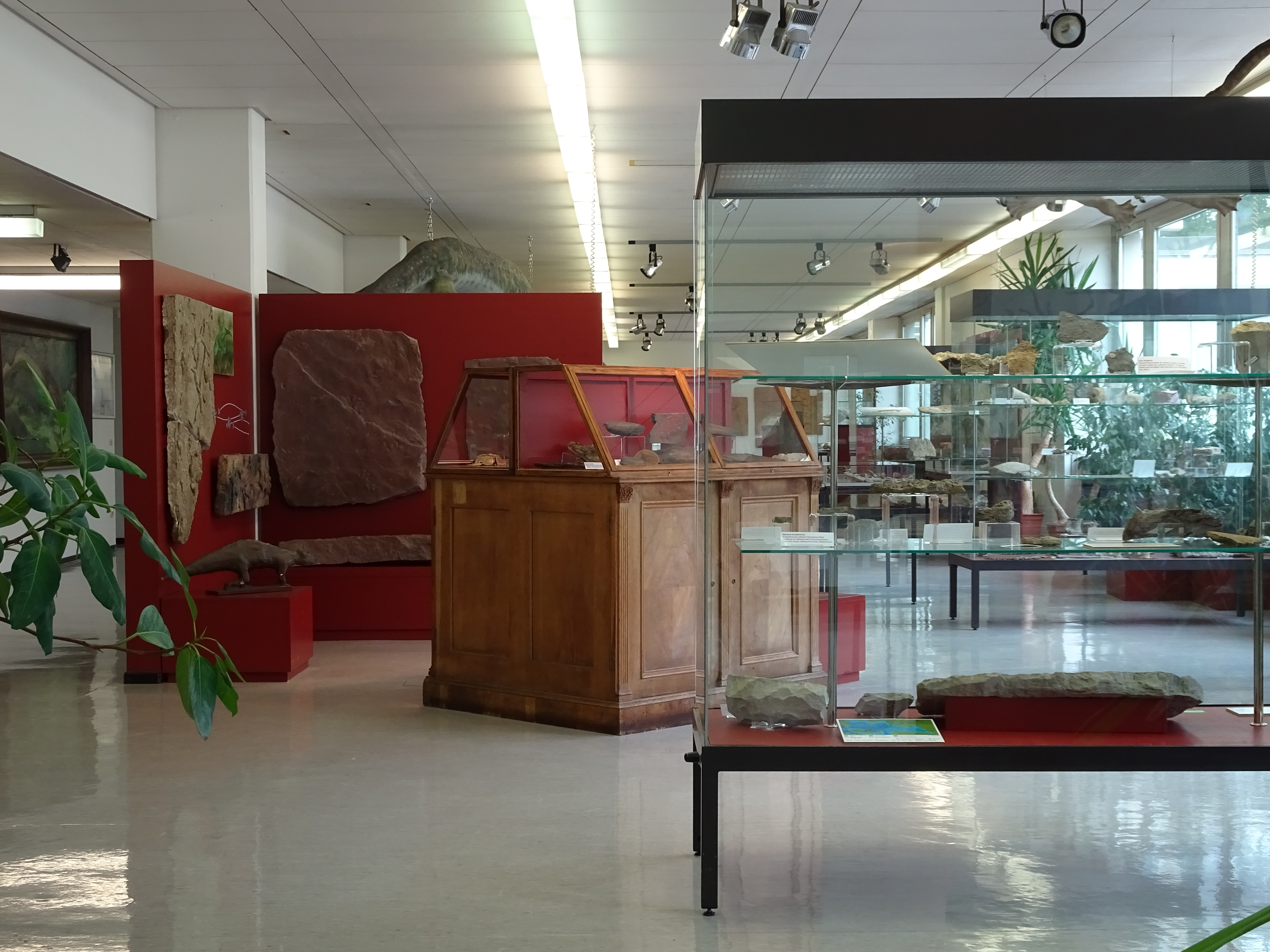
Blick in die Ausstellungsräume

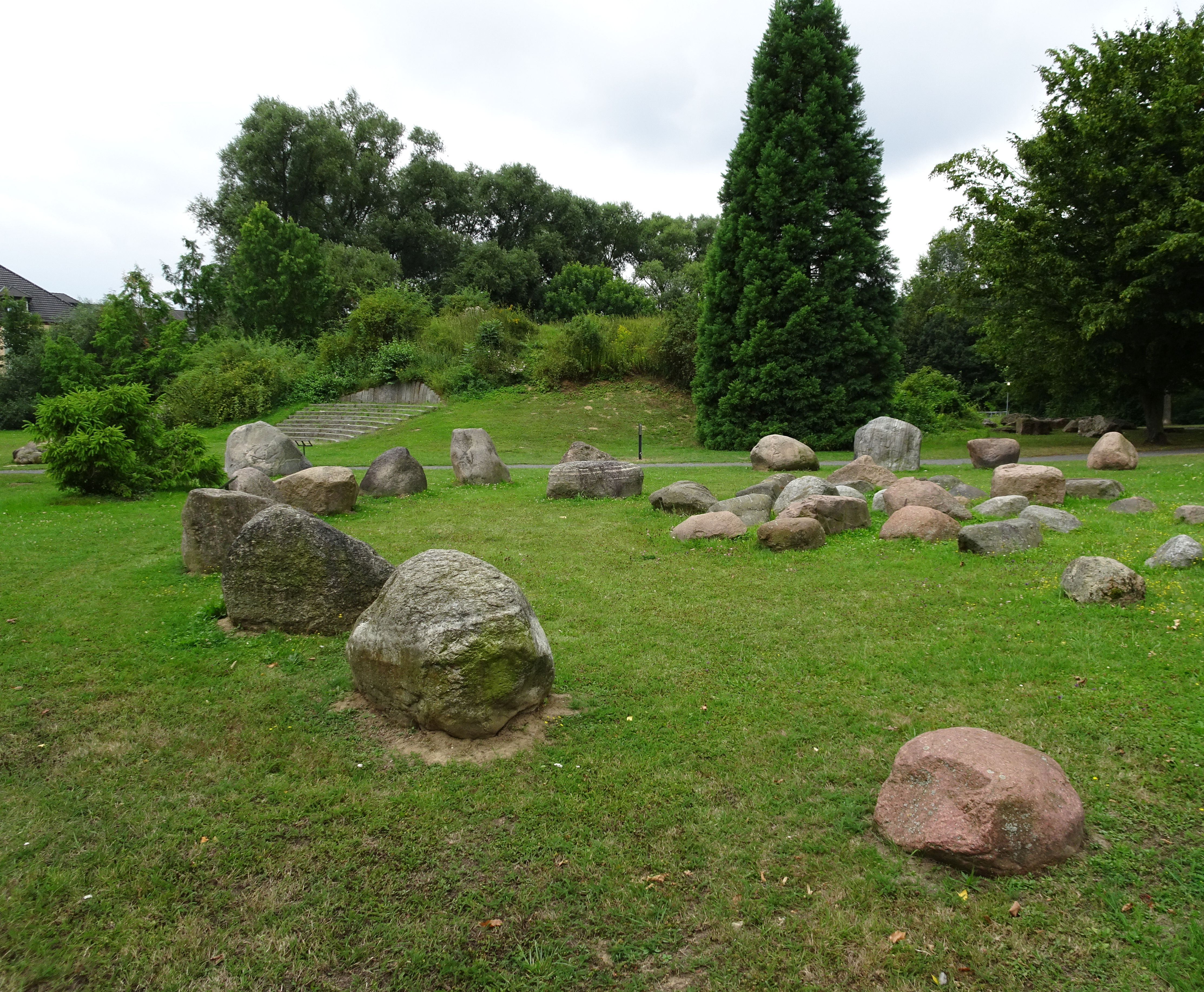
Ein Teil des Geoparks mit Geschiebefindlingen

Das Geowissenschaftliche Museum der Universität Göttingen gehört seit 1974 zusammen mit den Geographischen, Mineralogischen und Geologischen Instituten zur „Fakultät für Geowissenschaften und Geographie“ der Georg-August-Universität Göttingen.

## Geschichte
Gegründet wurde das Museum zusammen mit anderen Abteilungen 1773 als „Königlich Academisches Museum“ der Universität Göttingen. Die geowissenschaftlichen Sammlungen sind allerdings noch älter und stammen aus dem Universitäts-Naturalienkabinett, das etwa zur Zeit der Universitätsgründung 1737 angelegt wurde.
Im Lauf der Zeit konnte der Bestand durch die Aufnahme bedeutender Sammlungen und Schenkungen unter anderem von Christoph Andreas Schlüter (1673–1744), Gottfried Wilhelm Leibniz (1646–1716), Georg Andreas Stelzner (1725–1802), Samuel Christian Hollmann (1696–1787), Georg Thomas von Asch (1729–1807), Johann Friedrich Blumenbach (1752–1840), Wolfgang Sartorius von Waltershausen (1809–1876) und Friedrich Ernst Witte (1803–1896) stark erweitert werden.
Zwischen 1877 und 1929 waren die geowissenschaftlichen Sammlungen gemeinsam mit denen der Zoologie und Völkerkunde im Naturhistorischen Museum ausgestellt. Aus Platzgründen wurden diese aber anschließend wieder getrennt untergebracht.

## Sammlungen und Ausstellungen
In den öffentlich zugänglichen Ausstellungsbereichen (insgesamt mehr als 2.000 m2) befinden sich ausgewählte Exponate aus den Themenbereichen der Geologie, Mineralogie und Paläontologie. Insgesamt umfassen die Sammlungen über 4,5 Millionen Objekte und Serien in mehr als 20 Teilsammlungen. Davon entfallen auf die Bereiche Paläontologie rund 3,4 Millionen, Mineralogie 330.000, Geologie (einschließlich Meteoriten) 120.000 und auf die Bernsteinsammlung 20.000 Objekte. Die Bestände des Göttinger Geowissenschaftlichen Museums stellen somit die viertgrößte geowissenschaftliche Sammlung in Deutschland dar. Regelmäßig werden Sonderausstellungen ausgerichtet wie unter anderem „Die Schwarzorter Funde der Königsberger Bernsteinsammlung” (2014) und “Zwo7fuenF” (2013) zum 275-jährigen Bestehen des Museums, daneben werden die Dauerausstellungen sukzessive überarbeitet, erneuert und erweitert.
Ebenfalls zum Museum gehört eine parkähnliche Anlage, die als so genannter „Geopark“ genutzt wird und große geologische Objekte sowie künstlerische Modelle ausstellt. Des Weiteren finden sich dort Pflanzen aus der erdgeschichtlichen Vergangenheit.

## Typmaterial-Depot
Im „Typmineral-Katalog Deutschland“, das vom Mineralogischen Museum der Universität Hamburg betreut wird, ist das Geowissenschaftliche Museum der Universität Göttingen (auch Geowissenchaftliches Zentrum, Georg August Universität oder Mineralogische Sammlungen, Mineralogisch-Petrographisches Institut, Universität Göttingen; kurz MSU) als Depot für das Typmaterial einer ganzen Reihe von anerkannten bzw. ehemals anerkannten Mineralarten, namentlich Allanit-(Ce), Argentopyrit, Chiolith, Daubréeit, Duranusit, Ernstit, Ferrisicklerit, Hausmannit, Heidornit, Helmutwinklerit, Koenenit, Koritnigit, Krokydolith (inzwischen Varietät von Riebeckit), Lammerit, Mammothit, Marokit, Meixnerit, Mückeit, Polykras-(Y), Ramsbeckit, Richelsdorfit, Rokühnit, Sapphirin, Simonkolleit, Strontioginorit, Thortveitit, Uranopilit, Varulith, Wöhlerit und Wülfingit. Nach dem von der International Mineralogical Association (IMA) geführten Typmineralkatalog gehören zudem Benstonit und Laurit zu den im Museum deponierten Typmineralen.